# FR Nr. 5 und 6
Die Lokomotiven Nr. 5 und 6 der Ffestiniog Railway (FR) wurden 1867 vom Hersteller George England geliefert. Sie erhielten die Namen Welsh Pony und Little Giant und wurden zur Abgrenzung an die etwas kleineren Lokomotiven Nr. 1 bis 4 auch als „Large Englands“, „Large England engines“ oder ähnlich bezeichnet.

## Konstruktion

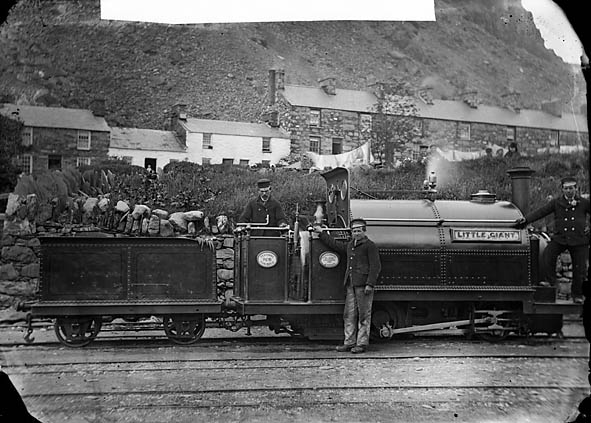
Little Giant um 1875

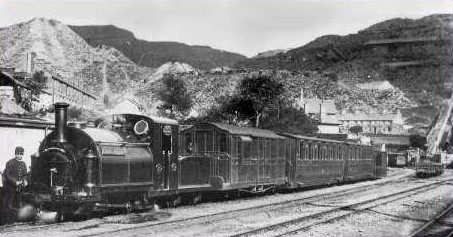
Little Giant im Bahnhof Duffws in Blaenau Ffestiniog (um 1890)

Von den vorangegangenen vier Lokomotiven unterschieden sich die Lokomotiven bei prinzipiell gleichem Aufbau durch einen größeren Kessel, einen um einen halben Fuß (152 mm) vergrößerten Achsstand und einen geringfügig vergrößerten Zylinderdurchmesser. Außerdem war der Wassertank als Satteltank ausgebildet und deutlich größer (drei der kleinen Lokomotiven wurden später entsprechend umgebaut). 
Beide Lokomotiven wurden zwischen 1888 und 1891 grundlegend überholt und erhielten dabei unter anderem neue Kessel, neue Rahmen (wegen Rissbildung) und geschlossene Führerhäuser. 1893 wurden sie mit Saugluftbremsen ausgerüstet. Etwa um die Jahrhundertwende wurden die Räder der Lokomotiven durch das Aufziehen neuer Radreifen um 2 Zoll (50,8 mm) vergrößert, womit ein weiterer Unterschied zur kleinen Klasse entstand.

## Verbleib

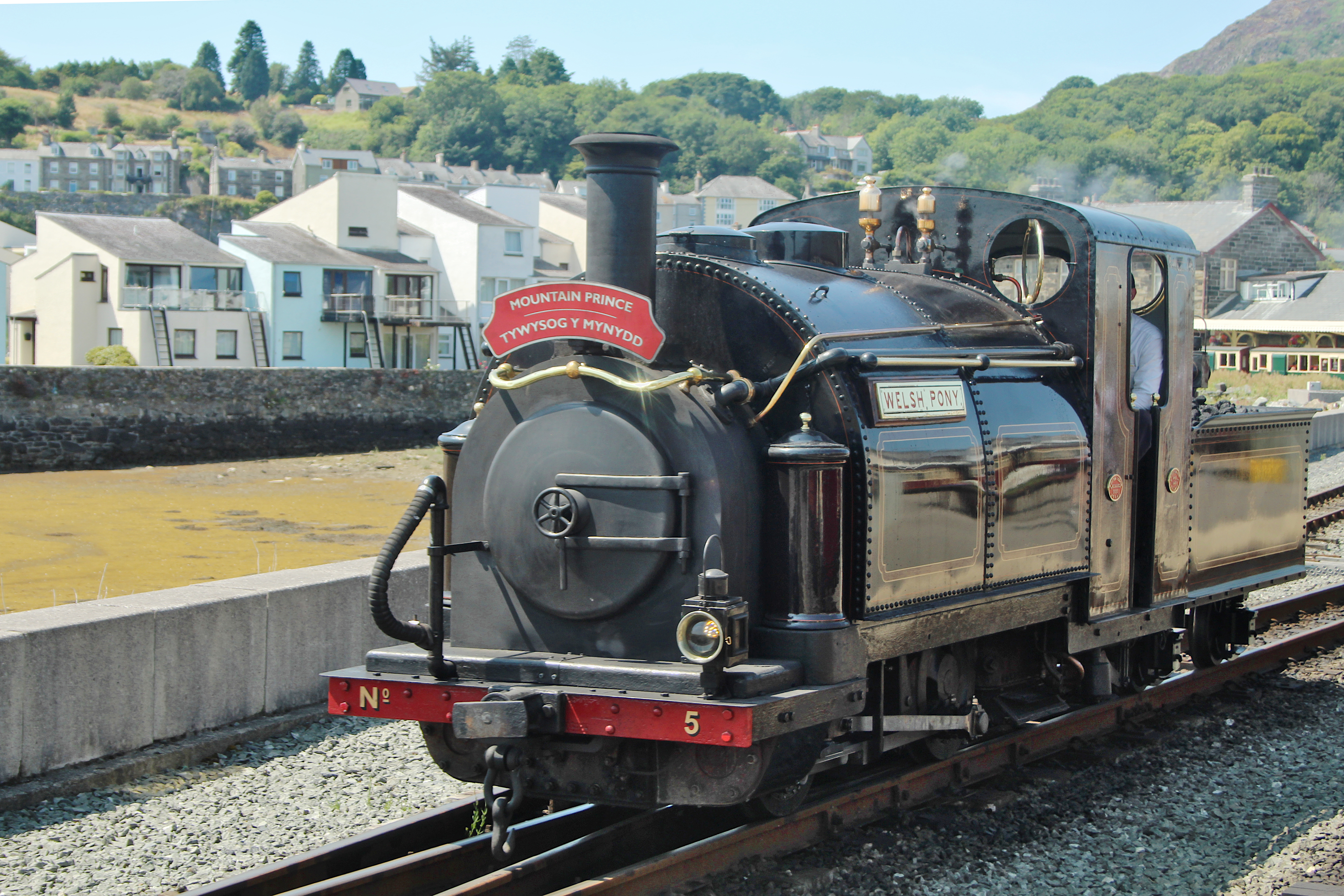
Welsh Pony wieder betriebsfähig im Hafenbahnhof von Porthmadog (Juli 2021).

Little Giant wurde Anfang der 1930er Jahre ausgemustert und zerlegt; einige Teile sowie der Tender wurden als Ersatzteile für die anderen Lokomotiven verwendet. 
Welsh Pony wurde häufig auf der Welsh Highland Railway eingesetzt und 1938 ausgemustert, weil der Kessel bei einer Druckprüfung durchfiel. Die Lokomotive stand bis Anfang der 1980er Jahre in den Boston Lodge Works der FR, wurde dann kosmetisch wiederhergestellt und war von 1985 bis 2002 auf einem Sockel am Parkplatz des Bahnhofs von Porthmadog ausgestellt. Da sie dort dem Wiederaufbau der Welsh Highland Railway im Weg stand, wurde sie im Depot Glan-y-Pwll eingelagert. Danach wurde die Lokomotive neu lackiert, und der Tender erhielt einen neuen Holzrahmen. Eine mögliche Reaktivierung zum 150-jährigen Jubiläum des Dampfbetriebes auf der FR im Jahr 2013 war Gegenstand von Diskussionen, Bedenken galten zunächst der historischen Substanz, da zahlreiche Komponenten der Lok durch Neubauten ersetzt werden hätten müssen. Im Vorstand der Ffestiniog Railway wurde jedoch 2013 der Beschluss gefasst, die Lokomotive betriebsfähig aufzuarbeiten, Projektstart war 2014. Wie bereits in den 1890er-Jahren war die Neuanfertigung zahlreicher Großkomponenten notwendig, darunter Kessel, Rauchkammer, Rahmen und Zylinder. Auch der Tender wurde neu angefertigt. Am 27. Juni 2020 wurde die fertig aufgearbeitete Lokomotive betriebsfähig der Öffentlichkeit präsentiert.